# Cynoglossus arel
Cynoglossus arel es una especie de pez de la familia Cynoglossidae en el orden de los Pleuronectiformes.

## Distribución geográfica
Se encuentran desde el Golfo Pérsico hasta Sri Lanka, Indonesia y sur del Japón.